# Beaumont-Hamel
Beaumont-Hamel (picardisch: Bieumont-Hamé) ist eine nordfranzösische Gemeinde mit 202 Einwohnern (Stand 1. Januar 2022) im Département Somme in der Region Hauts-de-France. Die Gemeinde gehört zum Kanton Albert und ist Teil der Communauté de communes du Pays du Coquelicot.

## Geographie

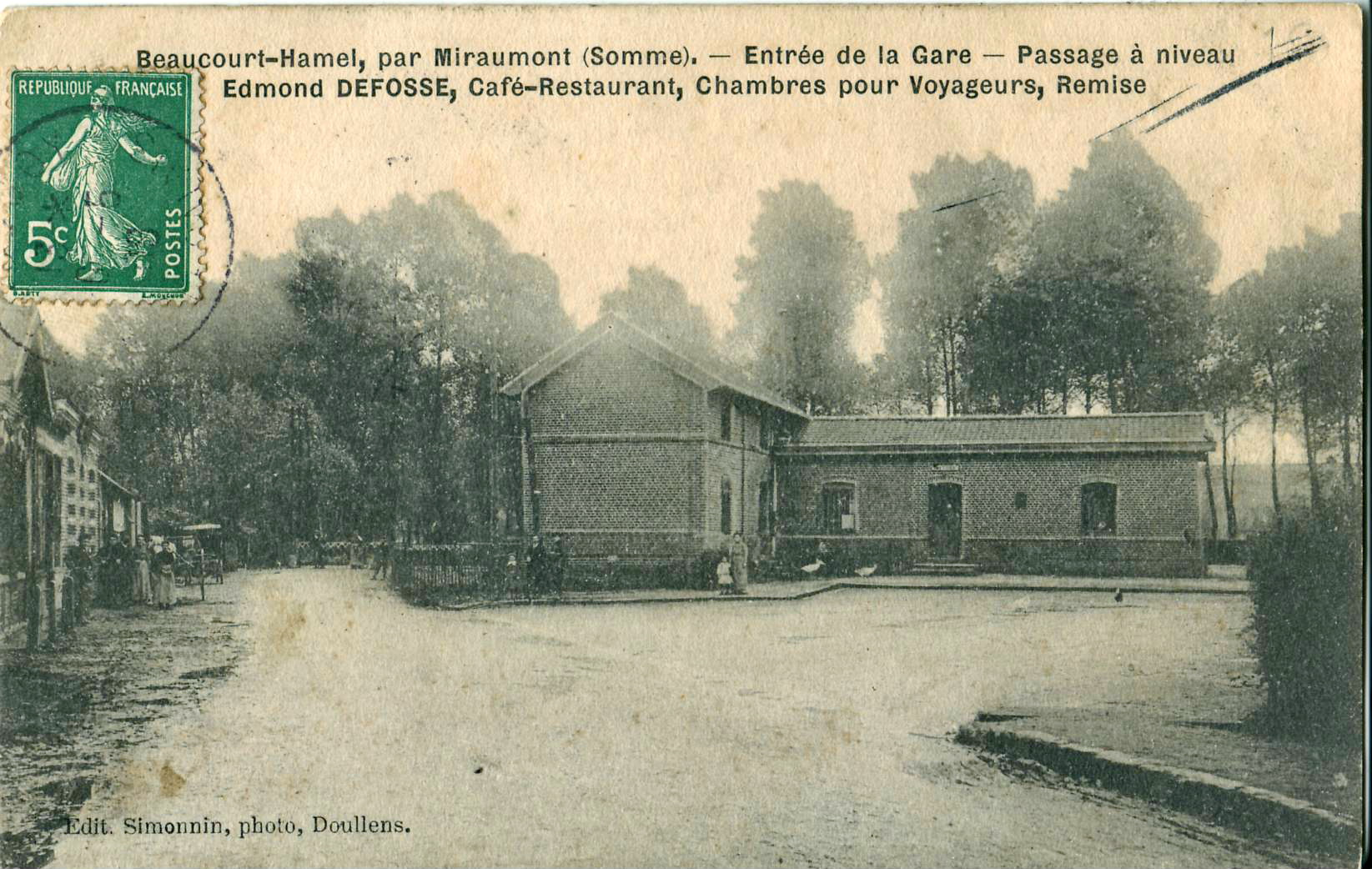
Der ehemalige Bahnhof (Postkarte vom Anfang des 20. Jahrhunderts)

Die Gemeinde liegt am rechten Ufer des Flüsschens Ancre, an dem die Ortsteile Hamel (im Süden) und La Gare de Beaumont-Hamel liegen. An der Ancre entlang verlaufen die Départementsstraße D50 und die Bahnstrecke Paris–Lille. Der frühere Bahnhof besteht nicht mehr. Der Ortsteil Beaumont liegt in einem Seitental. Das Gemeindegebiet erstreckt sich im Norden bis an die Départementsstraße D919. Auf dem Gemeindegebiet liegen zahlreiche Soldatenfriedhöfe und mehrere Gedächtnisstätten an die Kämpfe in der Schlacht an der Somme.

## Geschichte

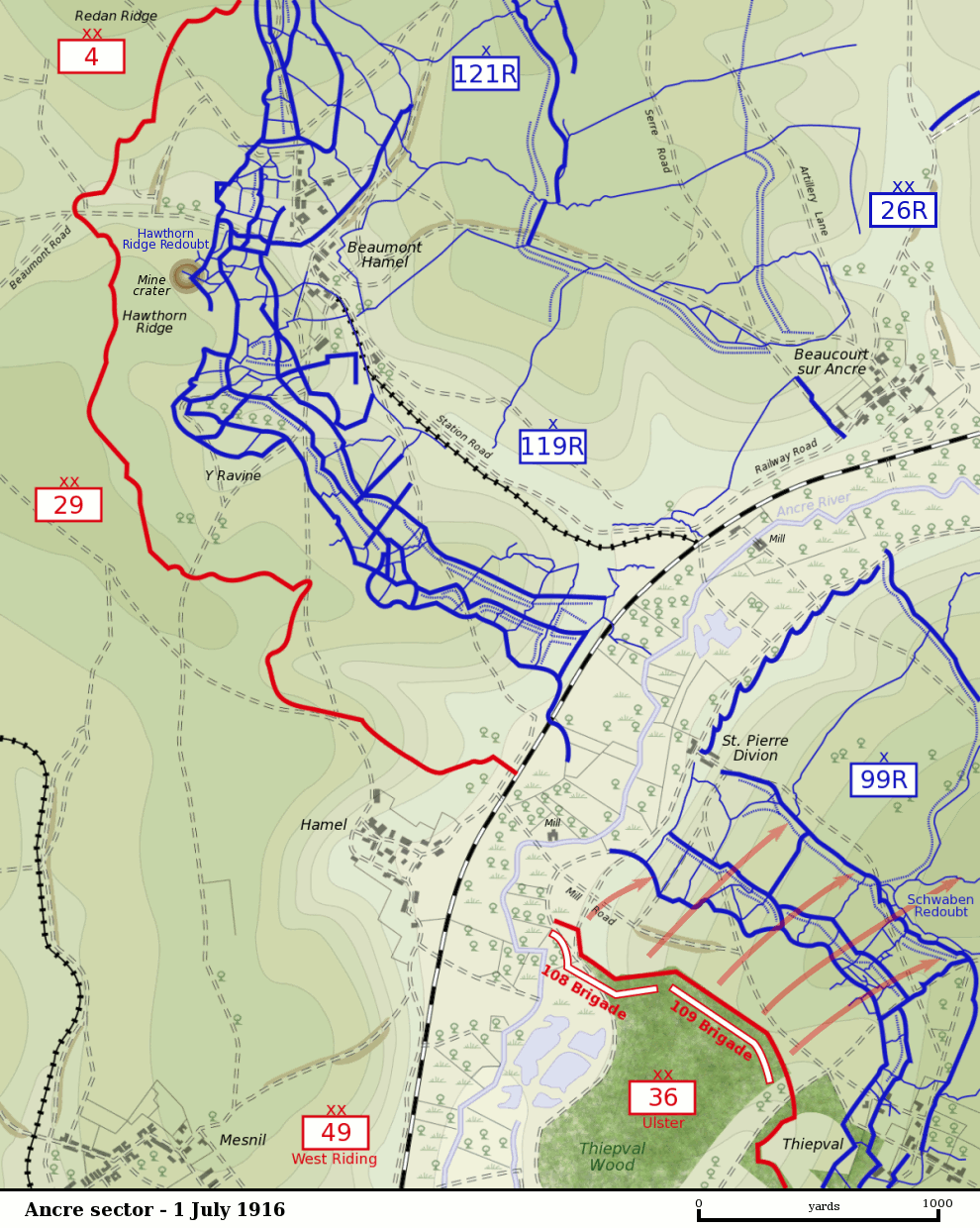
Frontverlauf im Beaumont-Hamel am 1. Juli 1916

Die Gemeinde lag im Ersten Weltkrieg mehrfach auf der Frontlinie. Im Juli 1916 bildete sie während der Schlacht an der Somme einen Eckpunkt der deutschen Linien. 

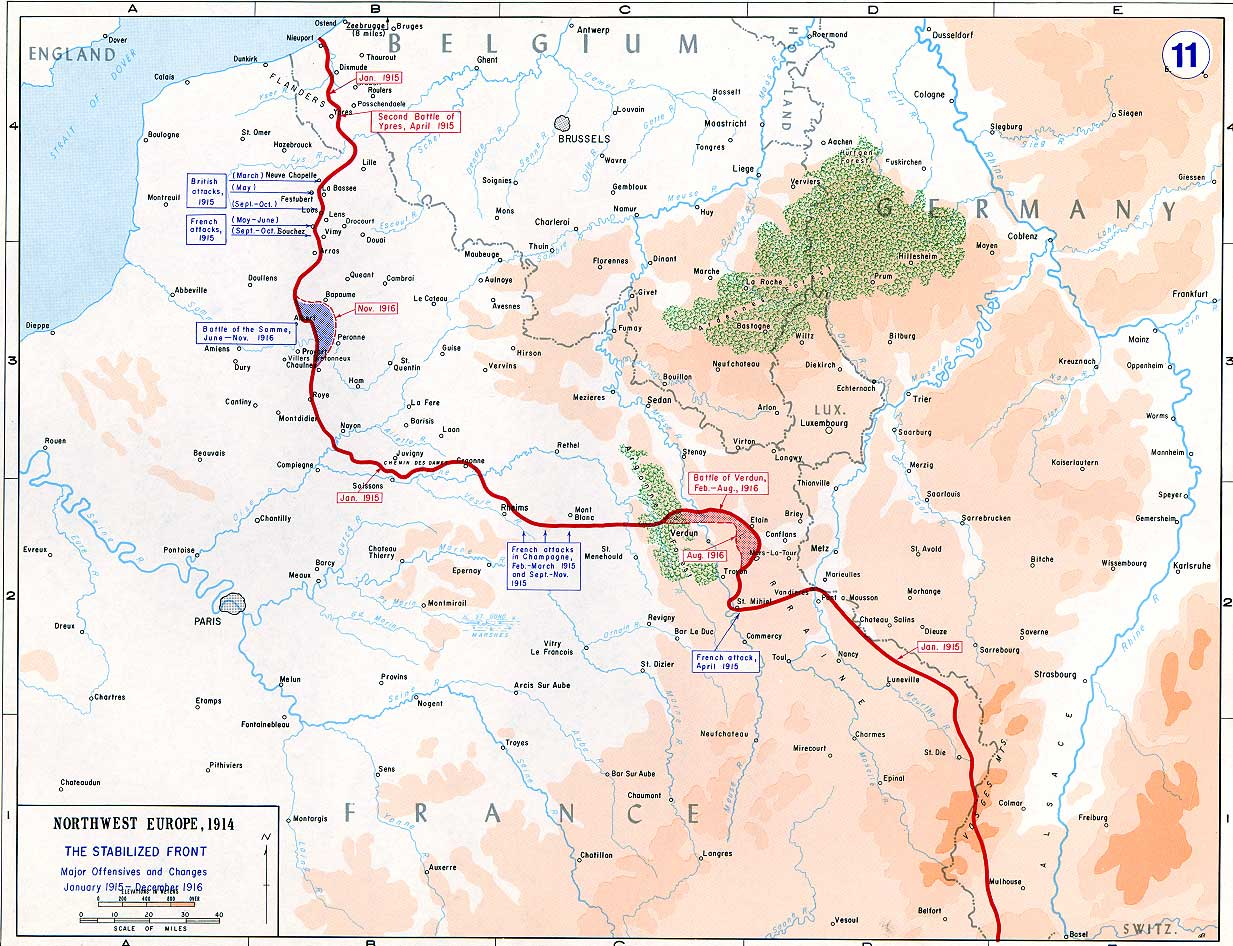
Westfront 1915/16
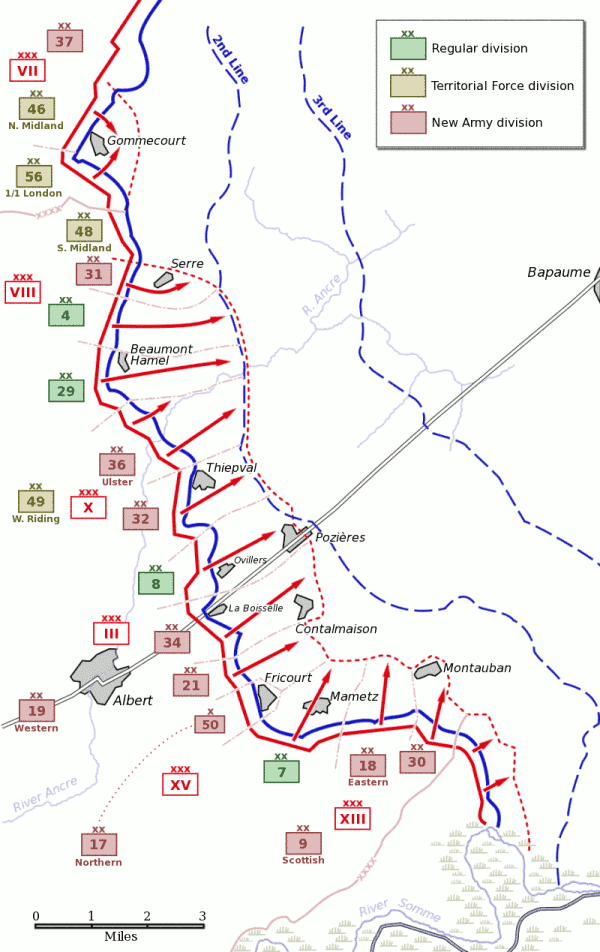
Britischer Schlachtplan für die Schlacht an der Somme
Karte des Schlachtfelds
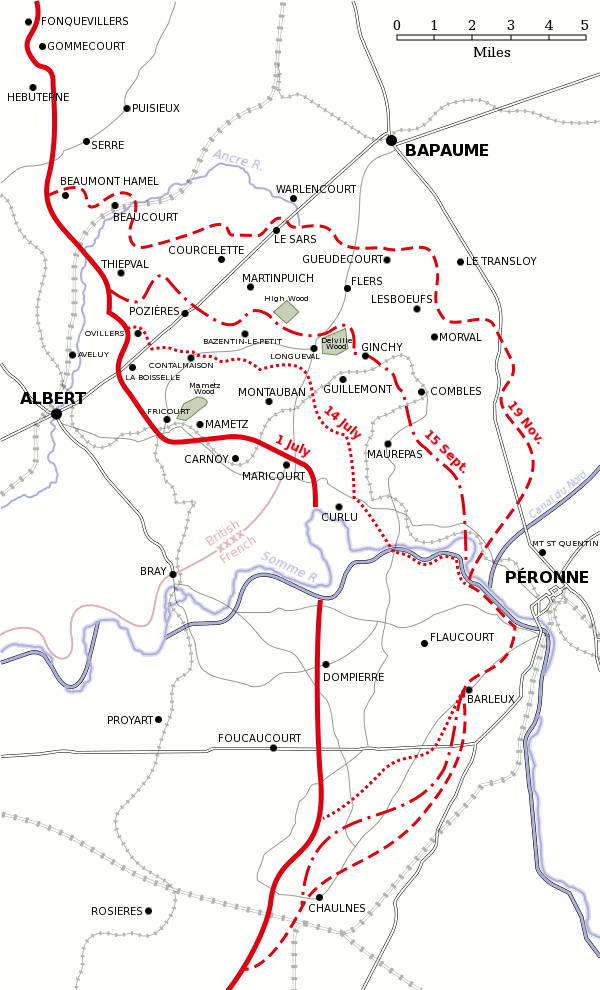
Verlauf der Schlacht an der Somme
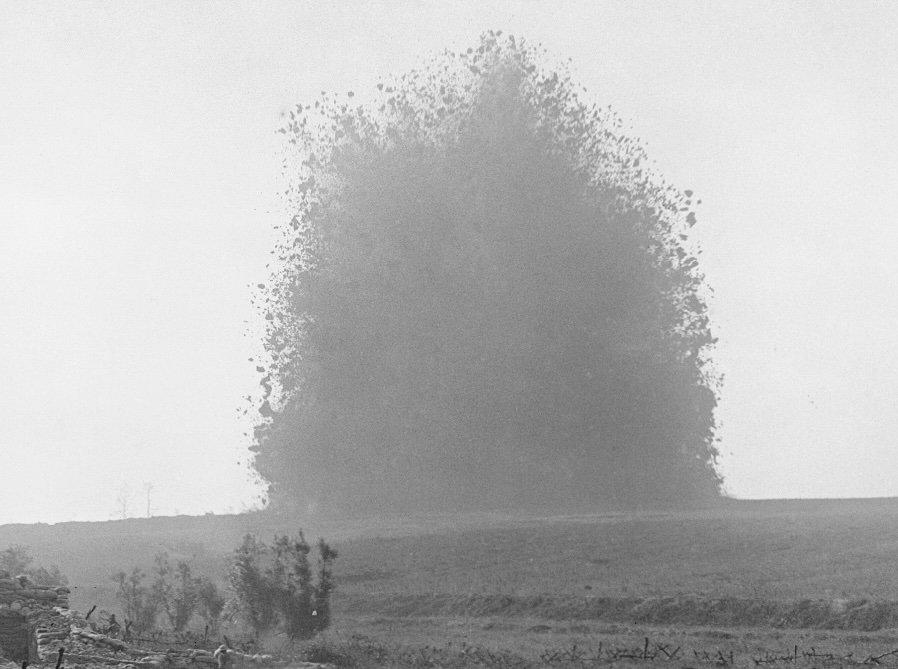
Explosion der Hawthorn-Ridge-Mine bei Beaumont-Hamel am 1. Juli 1916

Britische Truppen unterminierten die deutsche Stellung am britischerseits so benannten Hawthorn Ridge; bei der Sprengung entstand ein großer Minenkrater (an der Gemeindegrenze zu Auchonvillers). Bei Kriegsende stand von den Orten der Gemeinde fast nichts mehr aufrecht. Das Gemeindegebiet lag in der Zone rouge und der Wiederaufbau zog sich lange Zeit hin. Die Gemeinde erhielt als Auszeichnung das Croix de guerre 1914–1918.

Am 25. Juni 1921 entgleisten bei Beaumont-Hamel die letzten vier Wagen eines Schnellzuges, der auf der Bahnstrecke Paris–Lille von Lille nach Paris unterwegs war, und stürzten von einer Böschung. 25 Menschen starben, 60 wurden darüber hinaus verletzt. 

## Einwohner
| 1962 | 1968 | 1975 | 1982 | 1990 | 1999 | 2006 | 2010 |
| ---- | ---- | ---- | ---- | ---- | ---- | ---- | ---- |
| 273  | 262  | 215  | 221  | 214  | 218  | 179  | 188  |

## Sehenswürdigkeiten

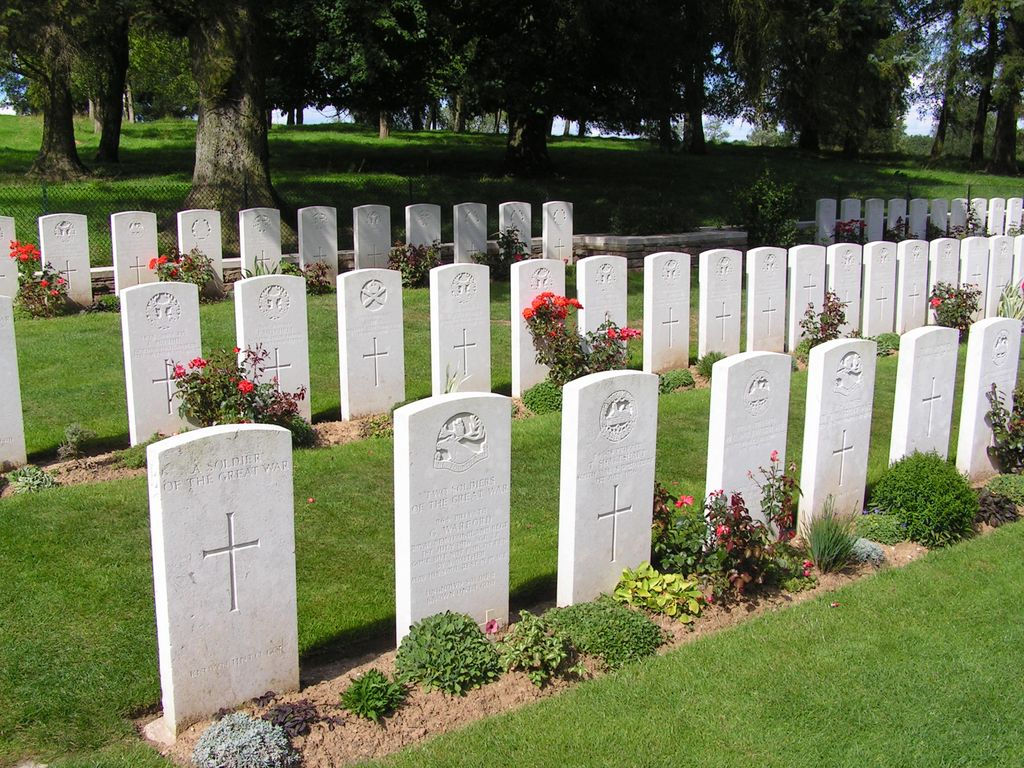
Soldatengräber im Newfoundland Memorial

- Beaumont-Hamel Newfoundland Memorial mit dem Newfoundland Memorial Park und drei Soldatenfriedhöfen und der Statue der schottischen 51st (Highland) Division
- Zwei Kriegerdenkmäler von Charles Gern
- Cimétière national von Serre-Hébuterne liegt noch auf dem Gebiet der Gemeinde; in der Nähe zwei große britische Soldatenfriedhöfe, beide teilweise auf Gemeindegebiet
- Mariä-Himmelfahrts-Kirche (Notre-Dame de l’Assomption) in Beaumont
- Kirche Notre-Dame de la Nativité in Hamel

## Persönlichkeiten
- Hector Hugh Munro, Pseudonym Saki, britischer Schriftsteller (1870–1916), in Beaumont-Hamel von einem deutschen Scharfschützen getötet.